# Byctiscus
Byctiscus C.G. Thomson, 1859 è un genere di coleotteri della famiglia Attelabidae.

## Tassonomia
Comprende le seguenti specie:
- Byctiscus alni
- Byctiscus amurensis
- Byctiscus angusticollis
- Byctiscus aureus
- Byctiscus betulae Linnaeus, 1758
- Byctiscus betuleti
- Byctiscus bilineatoides
- Byctiscus bilineatus
- Byctiscus chinensis
- Byctiscus cicatricosus
- Byctiscus clavicornis
- Byctiscus coerulans
- Byctiscus coeruleata
- Byctiscus collaris
- Byctiscus complanatus
- Byctiscus congener
- Byctiscus congenerprinceps
- Byctiscus cupreus
- Byctiscus cuprifer
- Byctiscus cuprinus
- Byctiscus cyanicolor
- Byctiscus davidiani
- Byctiscus davidis
- Byctiscus destitutus
- Byctiscus diversicolor
- Byctiscus fausti
- Byctiscus formosanus
- Byctiscus foveostriatus
- Byctiscus fukienensis
- Byctiscus fulminans
- Byctiscus gibbirostris
- Byctiscus haroldi
- Byctiscus himalayaensis
- Byctiscus hime
- Byctiscus impressus
- Byctiscus inermis
- Byctiscus intermedia
- Byctiscus intermedius
- Byctiscus kresli
- Byctiscus lacunipennis
- Byctiscus lucidus
- Byctiscus marina
- Byctiscus morosus
- Byctiscus motschoulskyi
- Byctiscus motschulskyi
- Byctiscus moupinensis
- Byctiscus mutator
- Byctiscus nigripes
- Byctiscus nigritulus
- Byctiscus nitens
- Byctiscus obscurecyaneus
- Byctiscus obscuricuprea
- Byctiscus omissus
- Byctiscus parvulus
- Byctiscus patruelis
- Byctiscus paviei
- Byctiscus populi
- Byctiscus princeps
- Byctiscus puberulus
- Byctiscus regalis
- Byctiscus regularis
- Byctiscus reversus
- Byctiscus rugosus
- Byctiscus sculpturatus
- Byctiscus semicuprea
- Byctiscus separandus
- Byctiscus siamensis
- Byctiscus similaris
- Byctiscus subauratus
- Byctiscus subpectitus
- Byctiscus subtilis
- Byctiscus sumbaensis
- Byctiscus tartaricus
- Byctiscus thibetana
- Byctiscus thibetanus
- Byctiscus transbaicalica
- Byctiscus transbaikalia
- Byctiscus tsherskii
- Byctiscus tsherskyi
- Byctiscus unispinus
- Byctiscus venustus
- Byctiscus violaceus
- Byctiscus viridis
- Byctiscus viridulus
- Byctiscus yunnanicus